# Neolaparus funestus
Neolaparus funestus är en tvåvingeart som först beskrevs av Friedrich Hermann Loew 1858.  Neolaparus funestus ingår i släktet Neolaparus och familjen rovflugor. Inga underarter finns listade i Catalogue of Life.